# Adam Lisewski (szermierz)
Adam Michał Lisewski (ur. 20 stycznia 1944 w Warszawie, zm. 23 lutego 2023 tamże) – polski florecista i działacz sportowy. Brązowy medalista olimpijski i czterokrotny medalista mistrzostw świata. 

## Życiorys
Syn Franciszka i Adeli Lesiak. W latach 1958–1972 występował w barwach AZS Warszawa. Dwukrotnie, w 1967 i 1971 wywalczył indywidualny tytuł mistrza Polski, wielokrotnie triumfował także w drużynie. 
Na igrzyskach olimpijskich w Meksyku w 1968 roku Polacy w składzie: Zbigniew Skrudlik, Witold Woyda, Egon Franke, Ryszard Parulski i Adam Lisewski zajęli drużynowo trzecie miejsce. W zawodach indywidualnych zajął siedemnaste miejsce. Były to jego jedyne starty olimpijskie.
Podczas mistrzostw świata w Paryżu w 1965 roku Woyda, Franke, Franke, Skrudlik, Lisewski i Janusz Różycki wywalczyli srebrny medal w zawodach drużynowych. W konkurencji tej zdobył też srebrny medal na mistrzostwach świata w Wiedniu (1971) oraz brązowe na mistrzostwach świata w Moskwie (1966) i mistrzostwach świata w Montrealu (1967).
W latach 1980–1988 i 1992-2008 był prezesem Polskiego Związku Szermierczego.
Został odznaczony srebrnym Medalem za Wybitne Osiągnięcia Sportowe, Krzyżami Zasługi srebrnym (1979) i złotym (1988)  oraz Krzyżem Kawalerskim Orderu Odrodzenia Polski (1997).
Został pochowany w Alei Zasłużonych na Cmentarzu Wojskowym na Powązkach w Warszawie (kwatera G II, rząd tuje, grób 11).